# Ensheim
Ensheim is een plaats in de Duitse deelstaat Rijnland-Palts, en maakt deel uit van de Landkreis Alzey-Worms.
Ensheim telt 460 inwoners.

## Bestuur
De plaats is een Ortsgemeinde en maakt deel uit van de Verbandsgemeinde Wörrstadt.
Albig ·
Alsheim ·
Alzey ·
Armsheim ·
Bechenheim ·
Bechtheim ·
Bechtolsheim ·
Bermersheim ·
Bermersheim vor der Höhe ·
Biebelnheim ·
Bornheim ·
Dintesheim ·
Dittelsheim-Heßloch ·
Eckelsheim ·
Eich ·
Ensheim ·
Eppelsheim ·
Erbes-Büdesheim ·
Esselborn ·
Flomborn ·
Flonheim ·
Flörsheim-Dalsheim ·
Framersheim ·
Freimersheim ·
Frettenheim ·
Gabsheim ·
Gau-Bickelheim ·
Gau-Heppenheim ·
Gau-Odernheim ·
Gau-Weinheim ·
Gimbsheim ·
Gumbsheim ·
Gundersheim ·
Gundheim ·
Hamm am Rhein ·
Hangen-Weisheim ·
Hochborn ·
Hohen-Sülzen ·
Kettenheim ·
Lonsheim ·
Mauchenheim ·
Mettenheim ·
Mölsheim ·
Monsheim ·
Monzernheim ·
Mörstadt ·
Nack ·
Nieder-Wiesen ·
Ober-Flörsheim ·
Offenheim ·
Offstein ·
Osthofen ·
Partenheim ·
Saulheim ·
Schornsheim ·
Siefersheim ·
Spiesheim ·
Stein-Bockenheim ·
Sulzheim ·
Udenheim ·
Vendersheim ·
Wachenheim ·
Wahlheim ·
Wallertheim ·
Wendelsheim ·
Westhofen ·
Wöllstein ·
Wonsheim ·
Wörrstadt